# お菓子系アイドル一覧
お菓子系アイドル一覧（おかしけいアイドルいちらん）では、これまでのお菓子系アイドルのリストアップと簡単な解説を行う。

## 初期
ブルセラ雑誌時代からお菓子系雑誌初期のお菓子系アイドル。
- 江崎優子
- 荻原美奈子
- 金沢文子 - 後にAVデビュー
- 北島里穂
- 綺月あいり
- 児島玲子 - セミヌードまで。一般グラビアで活躍すると後年、テレビの釣り番組にも出演。
- 小林有子 - 80年代後半頃から女優として活動。1997年に「コスプレックス」というユニットでCDデビュー。現在[いつ?]はライブ活動が中心。
- 桜井美代子 - 1990年代初頭に活動した。
- 角松かのり - 濡れ場やヌードもこなす女優・グラビアアイドルとして、英知出版系列の「Beppin」などの雑誌やイメージビデオを中心に、のちにお菓子系と称されるジャンルの先駆けとして活動していた。
- 麻生ひろみ
- 嶋尾真由
- 白石琴子 - 仁科由美子・仁科留美・水木奈津子・内田美穂・本宮あいかと別名が多い。1998年に「白石ことこ」名義でAVデビュー。ストリップにも。
- 高井里好
- 中條瑠美（ちゅうじょうるみ） - 金子瑠美、葉山瑠美、桂木萌などの名義でも活動。
- 中西由美
- 成合淳 - 後に麻宮淳子としてAVデビュー。
- 花畑美帆子 - 肌の露出度大。後に「須之内美帆子」としてレースクイーンとして活動し、テレビ番組『ワンダフル』のワンギャル2期生でもあった。
- 浜田春菜 - HΛLNA
- 星野いづみ - 星川たつみ、町田早紀、桜木瑠璃子などの名前でも活動。後に瀬名涼子としてAVデビュー。

## 全盛期
およそ1997年以降、お菓子系雑誌乱立時代のお菓子系アイドル。

### あ
- 相川みさお - ヘア透け（乳首が透けたカットもある）まで。2005年7月、結婚・引退[1]。
- 哀川里代
- 相田紗月 - セミヌードまで。
- 青木佐和子
- 浅川千裕 - 岡部令子とのユニット「ペパーミント」でCDデビューも果たしたが、メジャーで成功はならなかった。2001年、NHK教育テレビ「中国語会話」にレギュラー出演。現在[いつ?]は舞台や映画などを中心に活動中[1]。
- 浅田真子 - 熊切あさ美。
- 飯窪五月（いいくぼめい） - セミヌード写真集あり[1]。
- 五十嵐結花
- 五月女ゆうり - 手ブラまで。
- 石井里穂
- 泉山華歩里
- 井上理絵
- 今井さちこ - 中里桃子・高木美貴とのコラボ写真集「Herb（ハーブ）」がある。
- 江川有未 - タレントとしてテレビのバラエティ番組にも登場した。
- 江沢規予（江沢のりよ） - セミヌード（但し写真集ではヘアの影が写ったカットがある）。
- 大森亜由子
- 小野瀬めぐみ - 片瀬彩夏（かたせあやか）の名前でも活動していた。
- 小野田優美
- 織原奈未（折原奈美）[1]
- 大西麻世
- 岡部玲子

### か
- 風野舞子（結城つばさ） - ヘアヌード。ヌードモデルとしての活動のみでAV出演はしていない[1]。
- 金子志乃 - 美少女系[1]。
- 香月千春 - セミヌードまで。沙倉ちはるとしてグラビア活動継続。

- 川上さり  - ロリ巨乳。山根千芽に改名
- 川村ひかる
- 河村理沙
- 北島美穂[1]
- 木村沙也果 - 手ブラ、ハミ毛まで[1]。
- 京野真里奈 - AV。
- 工藤綾美
- 工藤珠琴 - 後に「柏木綾」としてAVデビュー。
- 久保亜沙香 - 19歳でデビュー[1]。ブームの終盤には週刊プレイボーイにもグラビアで登場した。現在[いつ?]も歌手・タレントとしてマイナーながらライブなどでアクティブに活動中。ブログあり（）。
- 倉石香織 - ヘアヌード。
- 栗原みく - 八幡えつこ
- 源氏紗菜 - 写真集出版。
- 小礒絵里奈
- 幸田奈美 - セミヌードまで。

### さ
- 坂倉由里子 - セミヌードまで。
- 笹原好子
- 佐藤えつこ - ヘア透けまで。
- 真田奈美 - 「あかさたな」という名前の5人組アイドルグループでも活動した。
- 三瓶麻美 - 麻見奈央
- 島田真実佳 - 1998年11月デビュー[1]。
- 志村さゆき - 関原さゆき
- 鈴木まりえ - 1993年デビュー。2021年現在もライブ系アイドルとして活動中。
- 千堂絵美 - 清水かおり
- 園田真夕 - 一般アイドルへ。

### た
- 高木美貴 - ヘア透けまで。
- 田口綾香 - 加藤明日美
- 高松あい - 「第1回ジャパンオーディション」タレント部門にてグランプリを受賞。映画「友情」の主演など女優として活動。
- 立花かおり - 乳首隠しまで[1]。
- 谷口ともみ - 写真集「裸夢音（ラムネ）」のPRのため、日本テレビの「スーパージョッキー」の熱湯コマーシャルに挑戦した事もある。2009年3月引退（）[1]。
- 千葉千恵巳 - 主に『すッぴん』で活動し、千葉麗子らと「オーロラ5人娘」というアイドルグループとしてCDデビューした。ヘアヌードまで。現在[いつ?]、声優を中心に活躍中。
- 遠山麻衣子 - ヘアヌード。

### な
- 中里桃子 - 手ブラまで。クリームを中心に各種雑誌グラビアで活躍した。
- 仲谷由佳 - 相川みさおとは事務所が同じで親友。2人でグラビアに出た事もある。「仲谷由佳」と「山中由佳」の2つの芸名を使い分けていた。
- 中村聖奈 - 1999年、MIZUHO名義の写真集でヘアヌードを披露した。
- 七園未梨 - 現在[いつ?]もモデルやスターチャットで活躍中（）。
- 七原彩 - 処女であることを売りとした写真集発売後、2004年「処女喪失 七原彩」でMOODYZよりAVデビュー。
- 西崎華子
- 西野さゆき - 後にAV女優を経て、ストリッパーとして活躍中。
- 沼尻沙弥香 - 13歳中学1年の時、同じ名前でクリームに登場[1]。
- 野本春香 - 一時「春香」名義で活動するも芸名を元に戻し、着エロ路線でグラビア活動継続。

### は
- 萩原舞（久保くるみ） - 2000年にヘアヌード、2004年にAVデビュー。
- 春田萌 - パロディ系特撮ビデオ『マイティエージェント』に出演。
- 日置由香
- 広田絵美 - 麻生久美子の名前で全国女子高生制服コレクショングランプリに輝く。その後映画やドラマで活躍中。
- 藤崎弥代 - 下着グラビアやセミヌード、ヘア透けもあり。現在[いつ?]も、撮影会やDVDでモデルとしての活動を継続している。名古屋在住。
- 古屋かおり - 早くに歌手デビューも果たした。現在[いつ?]も歌手・FM局DJとして活躍中（）。
- 姫島菜穂子 - ミニスカポリスとしても活躍していた。

### ま
- 真咲麻衣 - ヌード写真集出版後にAVデビューし、SMビデオにも出演。
- 益子梨恵 - 一般グラビア進出後にワンギャル、レースクイーン等で活躍し女優へ。
- 升水美奈子 - 2004年に着エロビデオで再デビュー。
- 松岡由樹 - 松岡ゆき名義で一時（普通の）アイドル活動をしていた。現在[いつ?]はレースクイーンとして活躍中。
- 松下未来 - 現・ビジーストリートみく
- 松下めい（金田美香）
- 水咲れの
- 水澤はずき - ミニスカポリスや「スキヤキ!!ロンドンブーツ大作戦」にも出演していた。
- 美月ゆいな

### や・ら・わ
- 山咲楓
- 山口梨沙（やまぐちりさ）－『セーラーメイト』を中心に活躍。「めざましテレビ」にも一時期姿を現していた。
- 結良詩絵（ゆうらしえ） - 零忍の名義でAVへ。
- 横澤りか

## その後
おおむね2000年以降、代表的なお菓子系アイドルは90年代末に人気を誇った北島美穂などが挙げられる。デジタルメディアの発達により、お菓子系雑誌は他のメディアとの連携を模索するようになる。AVデビューを予定している者をお菓子系アイドルとしてグラビア掲載し、後にAV女優としてDVD作品をリリースさせるというプロモーション手法も取られるようになった。活動媒体の多様化により、紙媒体のお菓子系雑誌のみで活動するモデルはむしろ少数であり、数多くのモデルがお菓子系雑誌掲載後に、もしくはグラビア活動と並行して芸能活動を行うようになった。

### あ
- 葵かなみ
- 朝倉愛理
- 愛葉るび
- 亜紗美 - AV女優。
- 亜沙美
- 天使美樹 - AV女優。
- 石川優実 - ヘア透け・セミヌードまで。
- 石橋祐子
- いつか - AV女優。
- 岩崎美緒
- 内山あみ
- 江東夕貴
- 大久保綾乃
- 大谷未沙
- 音羽くるみ - 下着まで。
- 小野寺綾花
- 小原かおり
- 華彩なな - その後メジャーアイドルへ。
- 春日愛

### か
- 加藤沙耶香 - 元アイドリング!!!1号
- 加藤友香 - セミヌードまで。
- かでなれおん - 現在の芸名に至るまで多数の芸名を使っていた。
- 神谷沙織 - AVへ。
- 可愛まりん
- 河合翔
- かわいゆい
- 樹木らら - AVへ。
- 如月らん - ゴールデン小雪という名義で一般グラビアへ。
- 木嶋のりこ
- 岸本えりな
- 君嶋もえ - AVへ。
- 木村さやか
- 倉田沙紀
- 黒木華恋
- 源氏紗菜
- ここのえしの
- 古都ひかる - AVへ。AV引退後はさらに写真家に転身。

### さ
- 坂上綾
- 桜朱音 - AVへ。
- 桜田百合
- 佐倉ゆみ
- 五月女ゆうり
- 佐藤綾乃→佐藤彩乃
- 澤田絵梨香
- 清水美穂 - 後に上原深雪としてAVデビュー。
- 須賀まゆ - セミヌードまで。
- 鈴川絵里子
- 鈴木ゆき
- 鈴木ゆりか

### た
- 高樹マリア - AV女優となった。ホイップでグラビア披露経験あり。
- 高梨ゆきえ
- 高野まりえ
- 高橋由夏
- 宝生ひかり
- 立花あずみ
- 橘あやか
- 鶴海静香
- 遠野小春 - AVへ。

### な
- 長瀬愛
- 仲村みう - 現役中学生の時に活動を開始。後にグラビアアイドルとお菓子系アイドルの活動を両立するようになる。ミスマガジン2006・ミスヤングマガジン。その後AVデビュー。
- 中村優花 - 現役バレリーナ。後に小島三奈としてAVデビュー。
- 中山ゆい
- 西森なみ

### は
- 羽岡花穂子
- 葉里真央
- 早坂ひとみ - AVへ。
- 原なつみ
- 開晶
- 姫咲友梨香 - 一時芸能活動を休止したが、青山りかと改名して復帰。
- 平松真実
- ひろせまなつ - AVへ。
- 福愛美 - メジャーアイドルへ。
- 藤枝恵美
- 星野恵
- 細田あかり - ヤングジャンプ『制コレ2001』などにも登場。一時休業後2006年に中谷有里と改名して復帰した。

### ま
- 松岡璃久 - ヘアヌードまで。
- 水原鈴花 - アイドルユニットでライブ活動、グラビアアイドル。後に浦えりかと改名。
- 三田愛 - 後にAVデビュー。
- 三田あき子
- みひろ - デビュー時からヘアヌードで活動。最初は「AVに出てる子には負けたくない」と一貫してAV出演を拒否し続けていたが、ヌードモデル専門の活動を「中途半端」と言われたのをきっかけとしてAVデビュー。恵比寿マスカッツ元メンバー。
- 宮前あすか
- 百川晴香[2] - 昭和のアイドルが好きで、本人もこの道に。
- 桃瀬えみる - みひろと同じ頃に活動。やはり同じ様に何年かヌードモデル（みひろより期間が長い）として活動した後、AVデビュー。
- ももせまちこ
- 紋舞らん - AVデビューし、深夜のバラエティ番組にも出演。

### や・ら・わ
- 山本瑠衣 - 瑠依名義を経て、藤間瑠依名義で舞踊家・女優として活動中。
- 由月理帆 - AVでスカトロも。
- 与儀絵理
- 吉井愛美 - 水沢翔子名義でAV女優としても活動。一時休業後吉井愛美名義で復帰、お菓子系モデルとして活躍後再度AVデビュー。
- 梨瀬アミナ
- 若槻千夏 - デビュー当時、Beppinスクールに数回登場していた。

## 2010年代以降

### 2010年代
お菓子系雑誌が相次ぎ休刊。事実上『Cream』1誌の状態となる。王道グラビアを謳いジュニアアイドル系、着エロ系アイドルが主力に。イメージビデオ主体のアイドル、グループアイドルも参入。ムック形式の出版となったマイウェア出版『moecco』、Cream特別編集として発刊されたワイレア出版『Preteen』なども発刊。
- 青葉ひなり
- あずまひかり
- 天羽希純[3]
- 片山結愛
- 加藤まりん
- 黒宮れい
- 近藤あさみ
- 高梨あい
- 香月杏珠
- 佐々木みゆう
- 西永彩奈[1]
- 西野小春
- 葉月つばさ[4]
- 平野もえ
- 水城るな
- 山崎水愛

### 2020年代
2022年に西永が『Cream』副編集長就任。ライブアイドルの抜擢がより顕著となる。基準は「パンチラできる子」。
- 朝倉ゆり[6]
- 天羽成美[7]
- 大嶋みく[8][9]
- 信野樹奈[10]
- 寺坂ユミ[11]
- 葉山カナ[12]
- 本多しおり[13][14]
- 船岡咲[15]
- 雪野まゆき[16][17]
- 愛森ちえ[18]
- 来生かほ
- 月見るい
- ちとせよしの[19]
- 入間ゆい[20]
- 椿野ゆうこ[21][22]